# El Caracazo
El Caracazo – ogólnie przyjęta nazwa rozruchów, do których doszło w Wenezueli 27 lutego 1989. Protest ludzi przeciwko podwyżce cen za bilety komunikacji miejskiej w Guarenas stał się iskrą wzniecającą bunt, który doszedł aż do Caracas prowokując krwawy odwet ze strony rządu prezydenta Carlosa Andrésa Péreza z setkami ofiar.

## Geneza
W latach 60. czy 70. Wenezuela była państwem stabilnym gospodarczo i demokratycznym, co było ewenementem w Ameryce Łacińskiej. Stabilność ta była oparta na dochodach, jakie przynosił eksport ropy. Z tego powodu kraj był określany jako Wenezuela Saudyjska. Kiedy jednak Arabia Saudyjska i Stany Zjednoczone zwiększyły produkcję ropy, jej ceny osiągnęły najniższy pułap w historii, przez co zyski z ropy naftowej i stabilność społeczno-gospodarcza zostały zagrożone. W 1980 roku produkt krajowy brutto (PKB) na jednego mieszkańca kraju zmniejszył się o 20%, a u progu dekady płace realne spadły o dwie trzecie.
W 1989 roku wybory prezydenckie wygrał Carlos Andrés Pérez z centrolewicowej Akcji Demokratycznej. W odpowiedzi na kryzys, prezydencka administracja wprowadziła w tym samym roku inspirowany przez Międzynarodowy Fundusz Walutowy program reform o charakterze neoliberalnym. Reformy te były niepopularne pośród ludzi ubogich i klasy robotniczej. Rząd ograniczył wydatki socjalne, przeprowadził rozległą prywatyzację państwowych przedsiębiorstw, zrezygnował z kontroli cen na wiele towarów. Zmiany te przyniosły mieszane rezultaty społeczne i gospodarcze. Zwiększyły się dysproporcje między biedną większością a bogatą mniejszością, a biedni ucierpieli na skutek zmniejszenia podatków dla osób najbogatszych – zamiast tego rząd obarczył wyższymi podatkami najuboższych. Zwiększyły się zjawiska takie jak głód, prostytucja czy morderstwa. Wzrósł znacznie dług narodowy.

## Przebieg

Wojsko podczas zamieszek

Niezadowolenie z kryzysu gospodarczego i neoliberalnej polityki rządu doprowadziło do wybuchu zamieszek. Wszystko zaczęło się w podstołecznym Guarenas w poniedziałek rano, kiedy grupa osób zaczęła manifestować swoje niezadowolenie z powodu podwyżki cen biletów autobusowych. Rozpoczęły się zamieszki, które rozprzestrzeniły się na kilka stanów Wenezueli: Miranda, Carabobo, Mérida, Bolívar, Vargas i kilka innych. Najwięcej grabieży, ofiar śmiertelnych i przemocy było w Caracas (stąd nazwa Caracazo). Rozruchy były odczuwalne zwłaszcza w ubogich dzielnicach stolicy: Catia i Casalta oraz na obrzeżach miasta. Miało miejsce niszczenie i palenie samochodów, grabieże w całym Caracas oraz zamieszki, w których zginęło wiele niewinnych osób. Zostały zawieszone prawa obywatelskie oraz wprowadzona godzina policyjna, poruszanie się po godzinie 18.00 bez zezwolenia groziło śmiercią. Od tej godziny słyszalne były wystrzały oraz krzyki ludzi (najbardziej w biednych dzielnicach). Po 6 dniach masakry postanowiono wycofać wojsko oraz Gwardię Narodową i znieść godzinę policyjną. W dalszym ciągu zawieszone były prawa obywatelskie, ale można było normalnie pracować.
Zamieszki te były największym tego typu wydarzeniem w historii Wenezueli. Według rządu zginęło 276 osób, choć jego krytycy podawali liczby wyższe niż dwa tysiące zabitych (liczba ofiar zwiększyła się pod odnalezieniu masowych grobów ofiar represji ze strony rządu). Wydarzenia Caracazo stały się mitem założycielskim ruchu Hugo Chaveza.
W późniejszym czasie kilku wojskowych przyznało się publicznie do pogwałcenia praw obywatelskich.